# St. Johannes der Täufer (Uetzing)

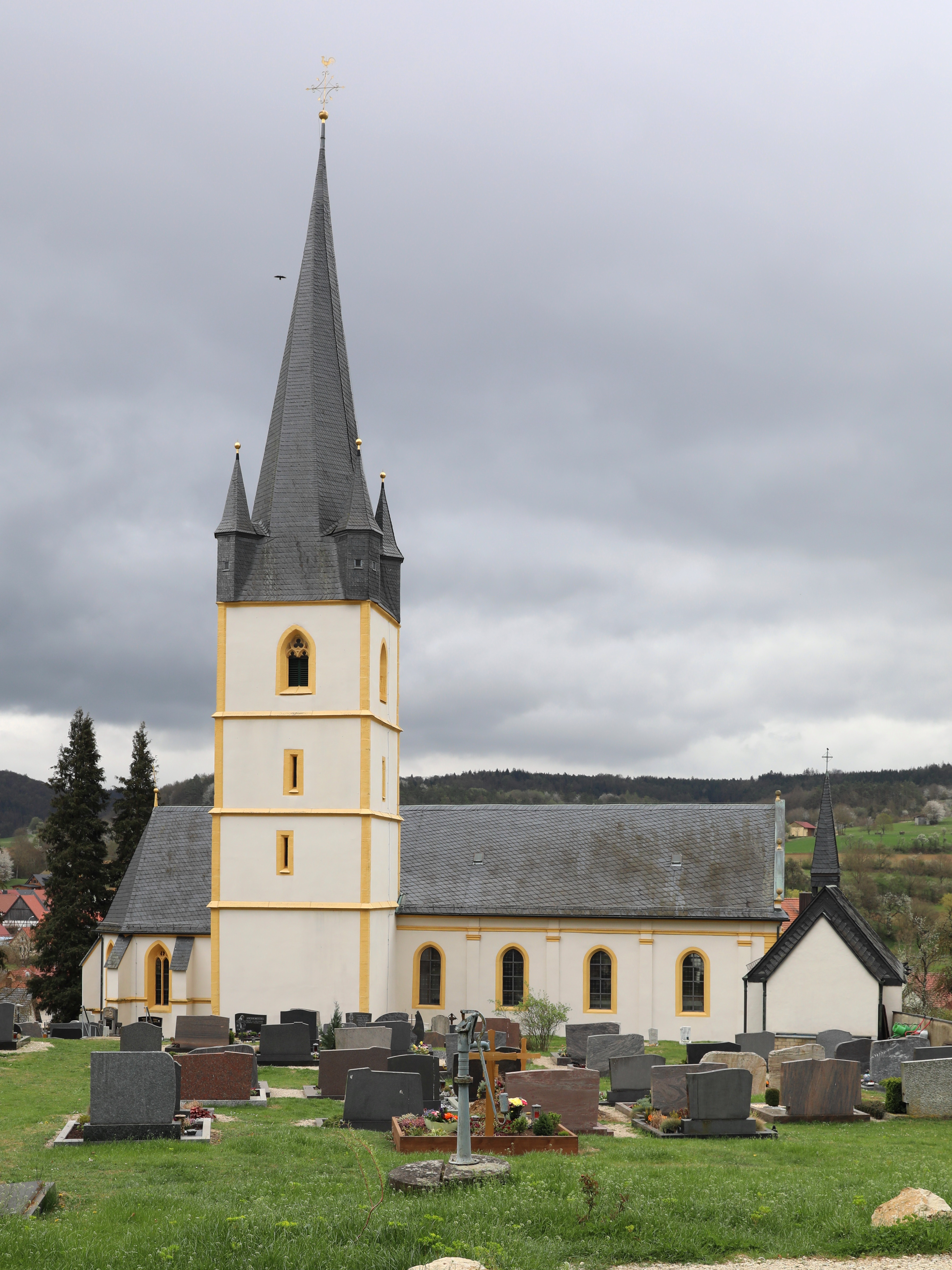
St. Johannes der Täufer in Uetzing

Die römisch-katholische Pfarrkirche St. Johannes der Täufer in Uetzing, einem Gemeindeteil der oberfränkischen Stadt Bad Staffelstein im Landkreis Lichtenfels, wurde 1144 erstmals erwähnt. Die Pfarrei gehört zum Seelsorgebereich Gottesgarten im Dekanat Coburg des Erzbistums Bamberg.

## Geschichte
Uetzing ist eine Würzburger Urpfarrei. Die Kirche gehörte vielleicht zu den vierzehn Slawenkirche Karls des Großen in Oberfranken. Das Patronatsrecht oblag ursprünglich dem Würzburger Kloster St. Burkard, das 1144 die Pfarrkirche zu „Utzingen“ mit ihren Zehnten an das Kloster Michelsberg zu Bamberg gegen Güter im Bistum Würzburg veräußerte.:S. 258 Das Kloster Michelsberg war Dorfherr bis zu seiner Auflösung im Jahre 1803. Mit dem Oberpfarrer Friedrich Karl von Truhendingen wurde 1313 der erste Geistliche der Pfarrei erwähnt. Der Pfarrsprengel umfasste im 16. Jahrhundert die Ortschaften Weisbrem, Gößmitz, Serkendorf, Oberlangheim, Kümmersreuth, Adermansdorf (heute Kaider), Frauendorf, Schwabthal, Stublang, Krögelhof, Mährenhüll und 1610 auch noch Degendorf sowie das Zisterzienser-Abtei Langheim.
Der Chor wird auf das 14. Jahrhundert und das Chorgewölbe auf das 15. Jahrhundert datiert. Ein Um- oder Neubau des Langhauses erfolgte gemäß Inschrift im Jahr 1559. Der im Kern hochmittelalterliche Kirchturm erhielt seinen Helm 1589. Im Jahr 1710 wurden die beiden nördlichen Chorfenster vergrößert und 1719 errichtete der Staffelsteiner Maurermeister Johann König ein verlängertes Langhaus unter Einbeziehung älterer Teile. Die Zimmerarbeiten führte der Uetzinger Hans Groh aus, die Stuckierung der Bamberger Hofstuckateur Johann Jakob Vogel. Danach hatte die Pfarrkirche ihre heutige Gestalt. Vogel war auch 1730 im Chor und bei den Emporenuntersichten tätig. 1726 stürzten zwei Scharwachttürmchen ab. Der Oberleiterbacher Zimmermeister Johann Weiß baute sie wieder auf. Nachdem 1779 die Langhausdecke abgefallen war, führte der Mistelfelder Heinrich Seelmann 1781 eine Neustuckierung der Langhausdecke aus.:S. 258 Im dritten Viertel des 19. Jahrhunderts erhielt die Kirche eine neugotische Ausstattung. Im Jahr 1955 ließ die Kirchengemeinde die neugotischen Altäre durch mehrere Altarblätter des Malers Paul Plontke ersetzen. Renovierungen erfolgten unter anderem 1913 und 1956.

## Baubeschreibung
Die Kirche steht erhöht am Hang eines Ausläufers des Alten Staffelberges. Sie beherrscht zusammen mit dem ummauerten Friedhof, dem Pfarrhof und dem alten Schulhaus das Ortsbild. Der Außenbau besteht aus verputztem Brocken- und Quadermauerwerk mit Gliederungen in Sandstein.
Die Kirche hat einen eingezogenen Chor von einem Joch mit dreiseitigem Schluss. Überspannt wird der Chorraum von einem Kreuzgewölbe mit gekehlten Rippen, das mit Deckenstuck verziert ist und unter anderem mit kleinen Feldern mit Blüten und Blattschnüren, dazwischen Rosetten, bemalt ist. Fünf zweibahnige Spitzbogenfenster mit Maßwerk und geschrägtem Sandsteingewände belichten den Chorraum. Kräftige Strebepfeiler, in der Höhe versetzte Kaffgesimse und ein Traufgesims gliedern die Fassade. Der Dachstuhl des abgewalmten Chordaches stammt aus dem 16. Jahrhundert.:S. 258
Das Langhaus ist eine Saalbau mit fünf Achsen. Toskanische Pilaster und an den Kanten genutete Ecklisenen gliedern die Fassade. In der Nordseite vier, in der Südseite fünf und in der Westseite zwei ausgerundet spitzbogige Fenster, jeweils mit geschrägtem Sandsteingewände, belichten den Innenraum, der von einer mit Deckenstuck verzierten Flachdecke überspannt wird. Den Deckenspiegel schmücken drei kurvierte Rahmenfelder. Das östliche zeigt das Auge Gottes, das mittlere die Taube des heiligen Geistes und das westliche ein Marienmonogramm. Rechteckige Zugänge haben die West- und Südseite. Auf der Außenseite sind die Portale mit einer profilierten Rahmung sowie einem Scheitelstein und darüber mit einem Segmentbogengiebel versehen. Im Giebelfeld sind zwei Okuli angeordnet. In den beiden westlichen Fensterachsen steht eine eingeschossige, umlaufende Holzempore von 1720, die auf profilierten Unterzügen und Stützen ruht. Die Brüstungen sind einfach gefeldert. Vor ihnen stehen auf Konsolen kleine Figuren der vierzehn Nothelfer.:S. 259
Der an den Chor angelehnte, viergeschossige Kirchturm besitzt einen quadratischen Grundriss. Ecklisenen, geschossteilende Kehlgesime und ein Traufgesims gliedern seine Fassade. Das Glockengeschoss hat allseitig zweibahnige Spitzbogenfenster mit Maßwerk. Ein hoher, achtseitiger Spitzhelm mit Knauf und Kreuz bekrönt den Turm. Radial dem Helm zugeordnet sind vier sechsseitige Scharwachttürmchen mit kleinen quadratischen Öffnungen. Ein Kreuzrippengewölbe mit einem Scheibenschlussstein mit reliefierter Rose überspannt den Raum im Turmerdgeschoss.
Südlich des Chorjoches steht der zweigeschossige Sakristeianbau, dessen Erdgeschoss von 1627 stammt. Im Winkel zwischen Sakristei und Langhaus befindet sich das Ölberghäuschen mit einem Kreuzgratgewölbe. Es stammt aus dem Jahr 1713 und hat eine fünffigurige Ölberggruppe.:S. 259

Innenraum

## Ausstattung
Der Hochaltar besteht seit 1956 aus einem spätmittelalterlichen, verputzten Steinstipes und einem Aufbau in Form eines Gemälderetabels von Paul Plontke. Die Altarblätter sind im Stil eines mittelalterlichen Flügelaltars angeordnet. Auch die Seitenaltäre haben ebenfalls einen Steinstipes. Darüber befinden sich Holzfiguren, links Immaculata und rechts der heilige Josef, eine Arbeit Mitte des 18. Jahrhunderts.:S. 260

### Orgel
Der Nürnberger Orgelbauer Augustin Bittner stellte die Orgel 1865 auf. Sie hat elf Register auf einem Manual und Pedal. Orgelbau Rohlf restaurierte das Instrument 2004.